# Ermita del Calvari (Fanzara)
L'ermita del Calvari, coneguda com a Ermita del Sant Sepulcre de Fanzara, a la comarca de l'Alt Millars, és un lloc de culte catalogat com a Bé de rellevància local.

## Descripció
L'ermita és en una zona elevada, en el cim d'un promontori al qual s'accedeix per un camí en ziga-zaga utilitzat com a Viacrucis. Al llarg del mateix es poden trobar els diferents casalicis amb les estacions del calvari.
Va ser construïda des del segle xviii i va ser acabada  al segle xix. Va ser rehabilitat durant el primer terç del segle xx, entre els anys 1914 i 1915, sota la direcció de Ramón Llop. És en bon estat de conservació.
Externament es presenta com un senzill i elegant edifici, de parets totalment blanques, de manera que destaca el blau i blanc de les teules de la cúpula (que s'eleva sobre el tambor poligonal que se situa al creuer), així com el vermellós de les teules de la resta de la sostrada que és a diferents aigües segons els trams.
L'entrada ve precedida per un atri, amb arc rebaixat en cadascun dels costats exempts, malgrat que només es fa servir com a entrada solament el frontal, que permet arribar fins a l'entrada de l'ermita a la qual s'accedeix per una porta de fusta amb llinda. Aquest atri té una coberta piramidal, lleugerament més baixa d'altura que el següent cos de l'ermita.
En la part central de l'eix de la porta d'entrada i a manera de rematada, s'eleva en forma de capcer, que es remata amb una espadanya de fàbrica de maó, que té una sola campana.
A l'interior es guarda la imatge del Crist Jacent al Sant Sepulcre, que es trasllada durant les festes patronals a l'església del poble, i després torna a l'ermita. Les festes comencen el segon diumenge d'octubre en agraïment de la fi del període de collites). El Crist Jacent, al costat de la Verge de Montserrat i a Sant Roc són els patrons del municipi.
L'interior és decorat camb pintures de Bernardo Mundina.